# التدخين في اليابان

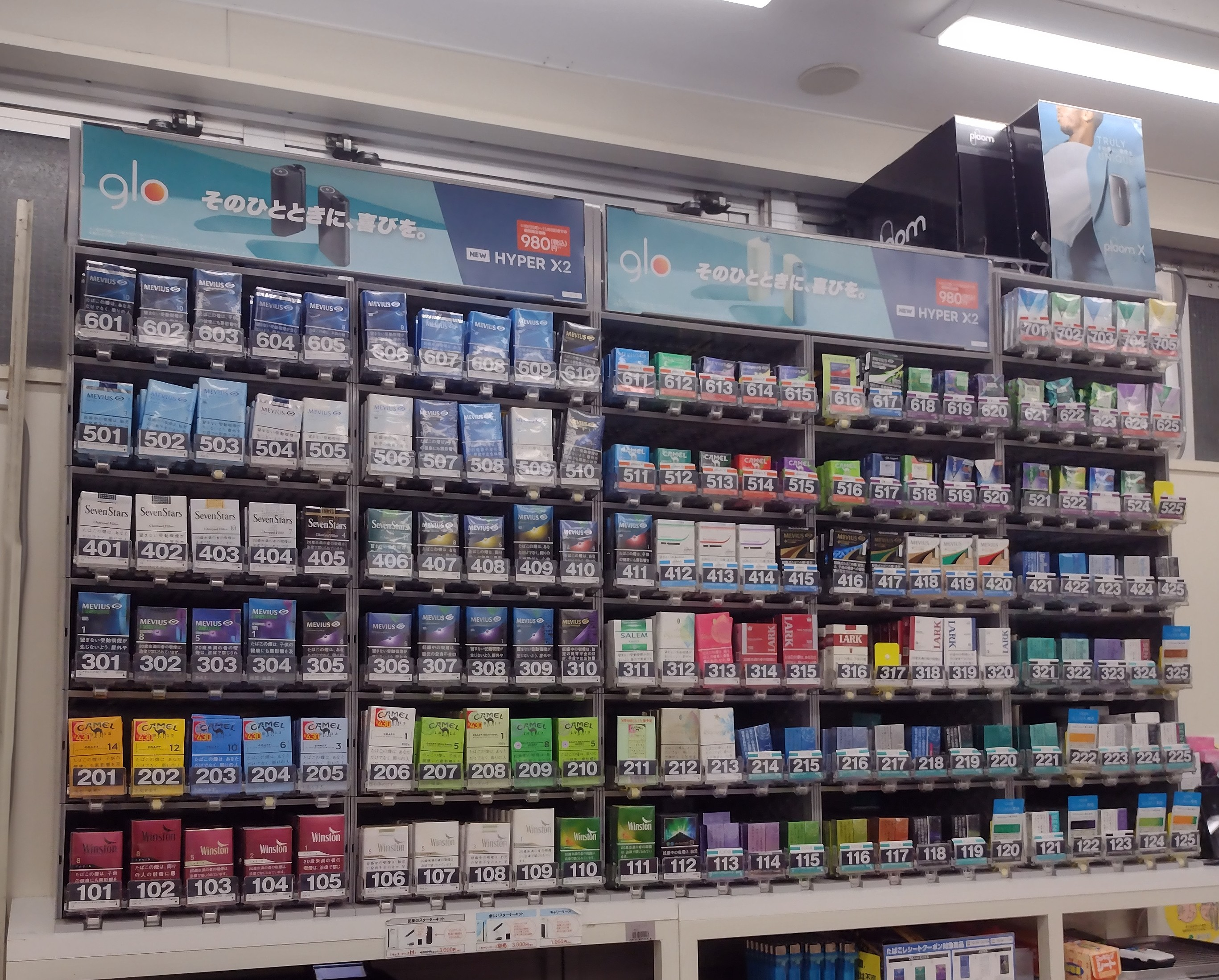
متجر التبغ في طوكيو

يمارس التدخين في اليابان حوالي 20 مليون شخص، وتعد البلاد (اليابان) واحدة من أكبر أسواق التبغ في العالم،  على الرغم من انخفاض استخدام التبغ في السنوات الأخيرة.
اعتبارًا من عام 2019، بلغ معدل التدخين بين البالغين في اليابان 16.7%. حسب الجنس، اذ يستهلك 27.1% من الرجال و7.6% من النساء ، من منتج التبغ مرة واحدة على الأقل شهريًا. وهذا هو أدنى رقم مسجل منذ أن بدأت وزارة الصحة والعمل والرعاية الاجتماعية أو شركة اليابان للتبغ إجراء المسح في عام 1965.
بلغ نصيب الفرد من استهلاك السجائر في عام 2016 نحو 1583 سيجارة، أي ما يقرب من 45% من ذروة الاستهلاك البالغة 3497 سيجارة في عام 1977.

## التاريخ

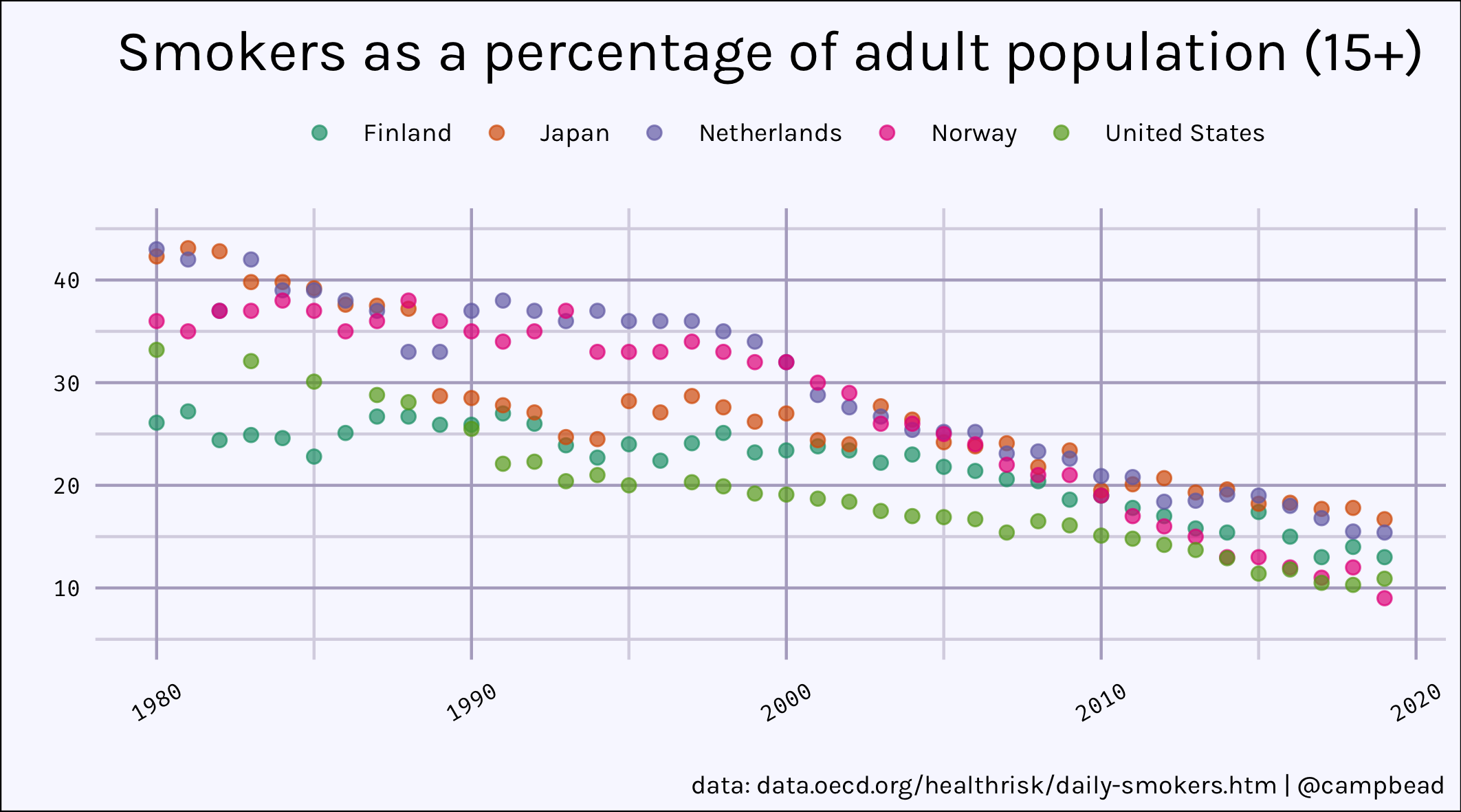
المدخنون كنسبة مئوية من السكان في اليابان مقارنة بالولايات المتحدة وهولندا والنرويج وفنلندا. 1980-2019.

حتى عام 1985، كانت صناعة التبغ حكراً على الحكومة؛ اذ لا تزال حكومة اليابان منخرطة في هذه الصناعة من خلال وزارة المالية، التي اصبحت تمتلك بعد عمليات البيع في مارس 2013، ثلث الأسهم القائمة لشركة (جابان توباكو)، ووزارة الصحة والعمل والرفاهية، التي تنشط في الصحة العامة وغيرها من سياسات مكافحة التبغ.
لدى وزارة المالية والعديد من أعضاء البرلمان الياباني مصالح في صناعة التبغ، وبالتالي فإن تشريعات مكافحة التبغ متساهلة، وفقًا لمجموعة التأثير على البرلمان المناهضة للتدخين.

## عمر التدخين
سن التدخين في اليابان هو 20 عامًا منذ عام 1876.

## التسعيرة
يتم تحديد سعر ماركة معينة من السجائر في اليابان من قبل الشركات المصنعة وتتم الموافقة عليه من قبل وزارة المالية. هناك علامة تجارية معينة من السجائر تكلف نفس التكلفة عبر جميع البائعين. اعتبارًا من أغسطس 2020، يتراوح سعر علبة السجائر النموذجية من 400 ين إلى 530 ينًا. ستؤدي الزيادة المقترحة في ضريبة التبغ في أكتوبر/تشرين الأول 2020 إلى زيادة النطاق السعري إلى 450 ين إلى 570 ين للعلامات التجارية النموذجية.

## حظر التدخين
دورية لمنع التدخين في أداتشي، طوكيو في عام 2014.

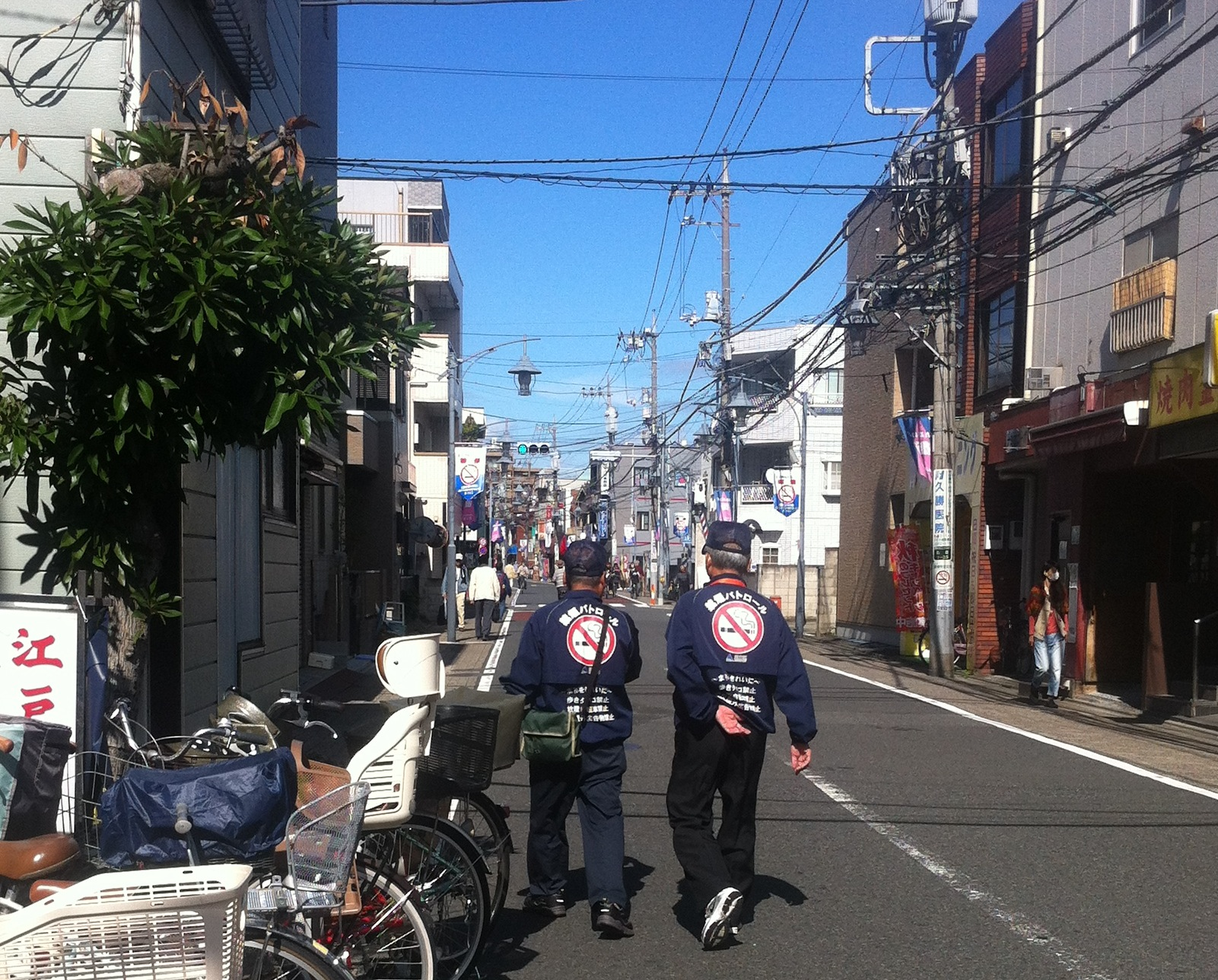
دورية لمنع التدخين في أداتشي، طوكيو في عام 2014

على عكس العديد من البلدان الأخرى، كان لدى اليابان تقليديًا لوائح للتدخين في الهواء الطلق مع لوائح أكثر تساهلاً للتدخين في الأماكن المغلقة. التدخين في الهواء الطلق أمر مرفوض في الشوارع العامة وعادة ما يكون لدى الحكومات المحلية لوائح داخلية تحظر التدخين في الشوارع العامة المزدحمة.
باستثناء قوانين مكافحة الحرائق، كان التدخين الداخلي للشركات الخاصة غير منظم حتى عام 2019. وكان الإجماع العام هو أن الحكومات المحلية لديها سلطة قضائية على التدخين في الأماكن العامة الخارجية، ولكن ليس داخل الممتلكات الخاصة بما في ذلك الأماكن التجارية التي تتم فيها إدارة الأعمال التجارية.
في يونيو 2018، وافقت جمعية مدينة طوكيو على لوائح التدخين الداخلية التي تستهدف المساحات التجارية في طوكيو والحد من التدخين السلبي قبل استضافة كأس العالم للرغبي 2019، والألعاب الأولمبية الصيفية 2020، والألعاب البارالمبية.
في يوليو 2018، أقر البرلمان الوطني تعديلاً يحظر التدخين في المرافق العامة لأول مرة في تاريخ البلاد. وتم تطبيق الحظر على مراحل وتم تنفيذه بالكامل منذ أبريل  2020. وهو يجعل التدخين غير قانوني في المؤسسات العامة (المدارس والمستشفيات). والمكاتب البلدية وما إلى ذلك) باستثناء الأماكن المخصصة للتدخين. تُحظر المطاعم والبارات التدخين في الأماكن المغلقة باستثناء الغرف جيدة التهوية، حيث لا يُسمح بالشرب أو الأكل. ومع ذلك، تُعفى الحانات الصغيرة مثل إيزاكايا. المؤسسات التي تبلغ قيمتها 50 مليون ين يمكن أن تسمح المساحة الأرضية بالأحرف الكبيرة أو الأقل وحتى 100 متر مربع بالتدخين إذا وضعوا علامة تحذير.

### حظر التدخين في الأماكن المغلقة
ينطبق حظر التدخين الإلزامي في الأماكن المغلقة على المدارس ومراكز رعاية الأطفال والمستشفيات والعيادات والمباني الإدارية الحكومية في جميع أنحاء اليابان. وتنطبق قيود التدخين الأكثر تساهلاً على المباني الأخرى مثل أماكن العمل والمؤسسات الغذائية والمباني القضائية، حيث لا يُسمح بالتدخين في الأماكن المغلقة ولكن يجوز غرفة مخصصة للتدخين. سيتم تشييده، بشرط أن يكون وصول القاصرين مقيدًا وعدم تقديم أي طعام أو شراب في الداخل. ولا ينطبق حظر التدخين الداخلي على نوادي التدخين أو مؤسسات الطعام الكبيرة التي تقل مساحتها عن 100 متر مربع، بشرط عدم السماح للقاصرين بدخول المبنى.
تتمتع الحكومات المحلية في اليابان بسلطة شن قوانين أكثر صرامة بشأن التدخين. بعض المحافظات مثل طوكيو وكاناغاوا وهيوغو لديها لوائح أكثر صرامة للتدخين في الأماكن المغلقة، على الرغم من أن المناطق الداخلية المخصصة للتدخين مسموح بها عادةً.

### حظر التدخين في الهواء الطلق
تطبق العديد من الأحياء الأكثر ثراءً في طوكيو، مثل شينجوكو وشيبويا، أنواعًا مختلفة من اللوائح الداخلية لمكافحة التدخين في الهواء الطلق. لقد قاموا بتخصيص أقسام خاصة للتدخين في الهواء الطلق في المناطق ويعاقب عليها بغرامة إذا تم ضبطها وهي تدخن خارج هذه المناطق. حظرت تشيودا كو التدخين أثناء المشي في الشوارع المزدحمة منذ نوفمبر 2002، وهي أول حكومة محلية في اليابان تفعل ذلك.
ابتداءً من عام 2007، بدأت كيوتو في تحديد شوارع معينة في المدينة كمناطق لغير المدخنين، ومنذ ذلك الحين تم زيادة عدد الشوارع المخصصة لهذه المناطق. في تقرير عام 2010، ذكرت ولاية كيوتو أن الهدف الرئيسي لسياساتها المناهضة للتدخين هو "ضمان عدم وجود فرصة للأشخاص للمعاناة من التدخين السلبي في محافظة كيوتو".

## تدخين النساء

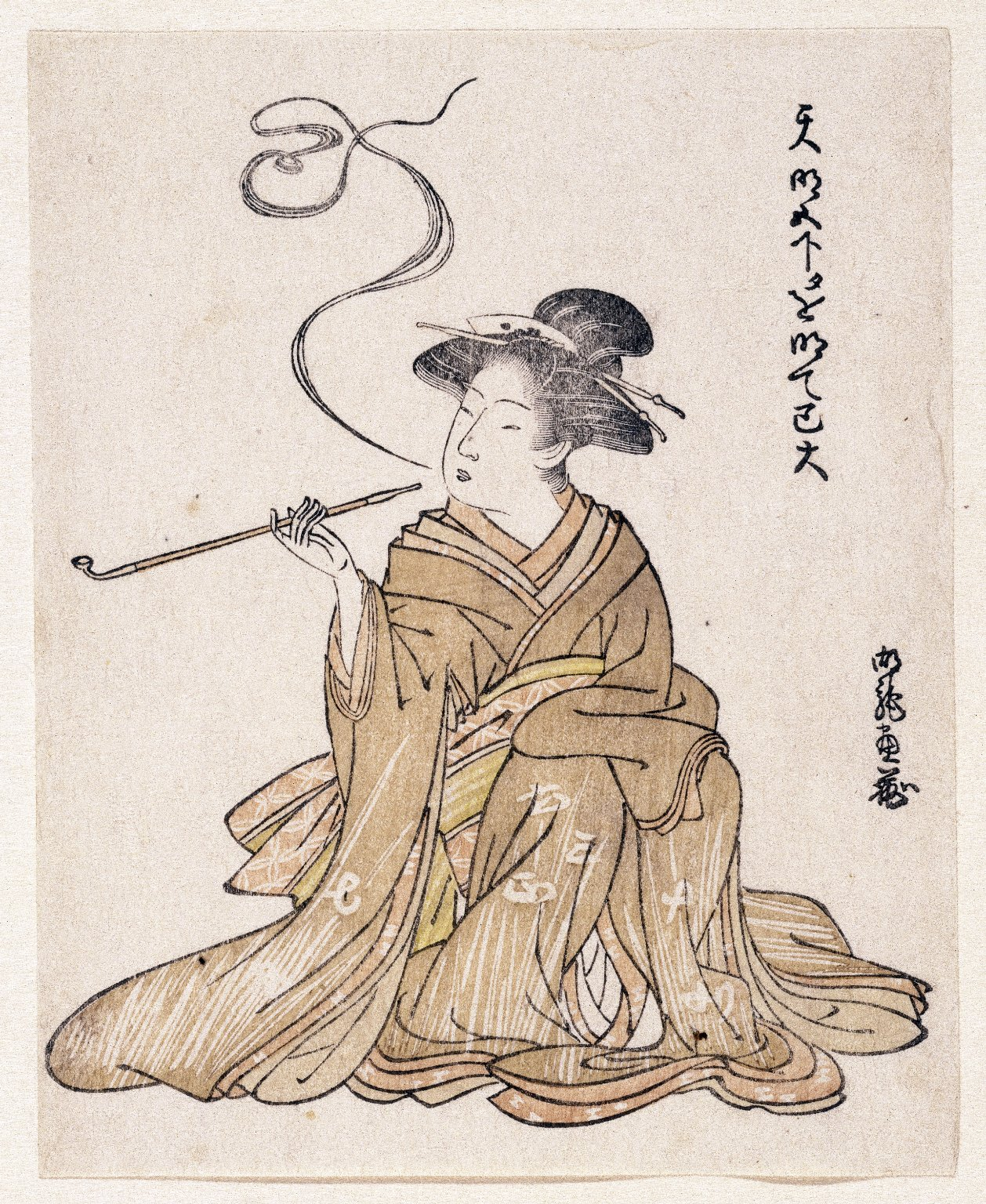
سيدة التدخين (E-Goyomi) مطبوعة خشبية يُعتقد أنها من صنع كورينساي، ويعود تاريخها إلى ما بين 1785 و1790. وهي تدخن بكيسيرو طويلكانت المدخنات الرئيسيات من البغايا (يوجو) في أوائل القرن التاسع عشر.

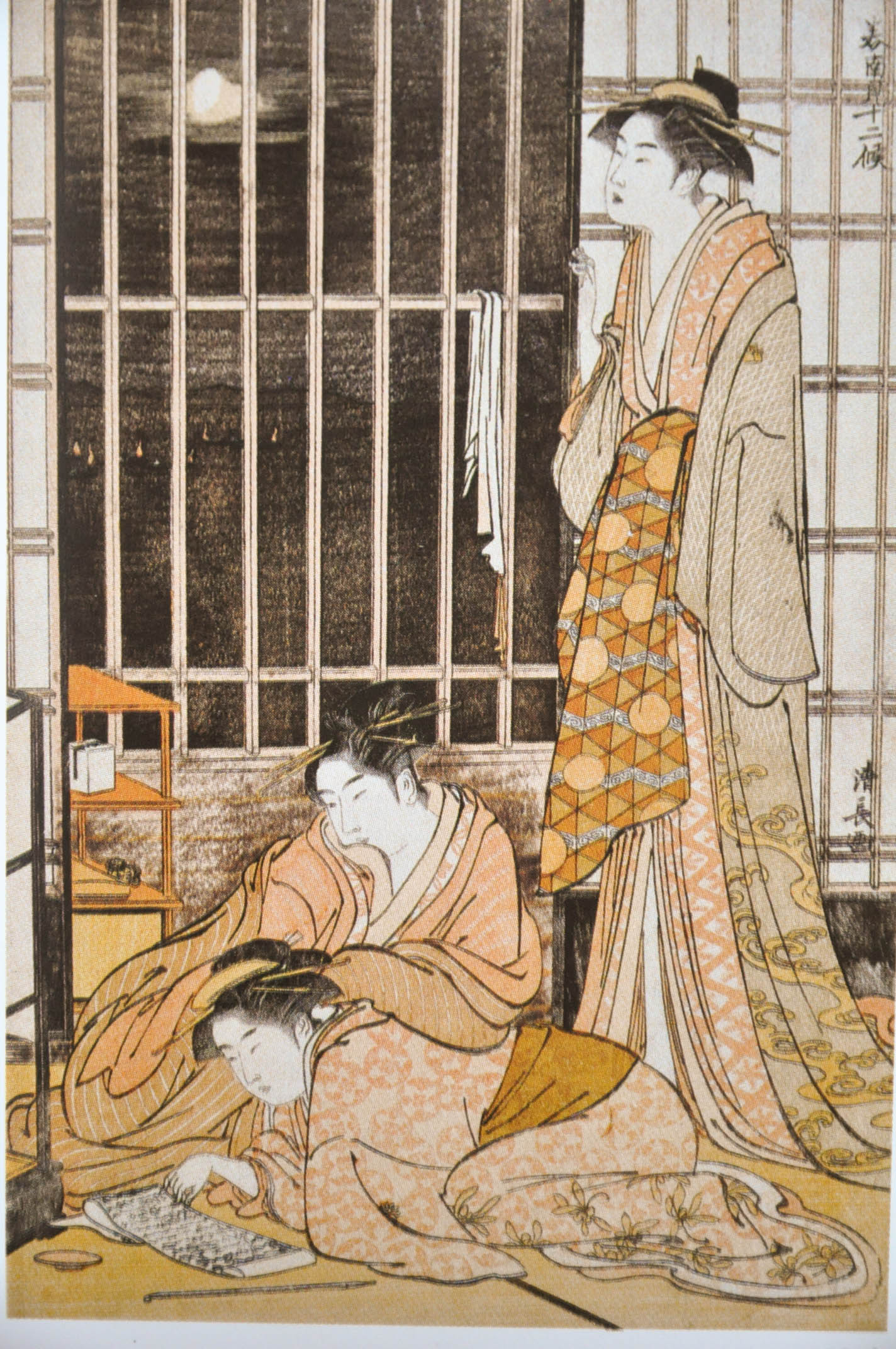
الشهر التاسع من مسلسل مينامي جوني كوطباعة خشبية من تصميم توري كيوناغا، حوالي عام 1784. كيسيرو طويل بجانب واحدة من ثلاث عاهرات تقرأ ورقة في بيت للدعارة في شيناجاوا، طوكيو.كانت من المدخنات الرئيسيات من البغايا (يوجو) في أوائل القرن التاسع عشر

في حين أن نسبة عالية من الرجال في اليابان قد دخنوا في سنوات ما بعد الحرب، فإن معدل النساء لسنوات عديدة تراوح بين 10 و15%، تلا ذلك أيضًا انخفاض في السنوات الأخيرة ليصبح حاليًا أقل بقليل من 10%.
وفي منتصف التسعينيات، ارتفع بشكل كبير عدد المدخنات الأصغر سنا على وجه الخصوص. ومنذ ذلك الحين انخفض التدخين بين هذه المجموعة أيضًا، لكن هذه المجموعة من النساء ما زلن يدخنن بمعدل أعلى من كبار السن. تقول يوميكو موتشيزوكي، المسؤولة الفنية بوزارة الصحة والرعاية الاجتماعية، عندما سئلت عن تفسير الارتفاع المطرد في عدد المدخنات: " كانت الشركات المصنعة ناجحة للغاية في تقديم صور رائعة للمستهلكين". "حتى وقت قريب، كان لدى وزارة الصحة والرعاية الاجتماعية فهم بأن التدخين يعود بالكامل للفرد."
وكان حظر الإعلانات الذي فرضته الحكومة على أساس حجة "الأمومة" محكماً حتى تمت خصخصة صناعة التبغ في عام 1985. والإعلانات التي تشجع النساء على التدخين محظورة في اليابان بموجب اتفاقية الصناعة الطوعية. تعهدت مجموعة الصناعة باحترام حظر الإعلانات طوعًا وهي مكلفة بتنفيذه. تبيع شركة (براون اند ويليامسون) الأمريكية سجائر كابري في اليابان في صناديق بيضاء رفيعة ذات تصميم يشبه الزهرة على الغلاف. لوحات ر.ج. رينولدز الإعلانية في طوكيو لسجائر سالم بيانيسيمو باللونين الأخضر والوردي. أعلنت شركة فيليب موريس عن علامتها التجارية ( ڨيرجينيا سليمز) بشعار "كن انت ،Be you" في حملة إعلانية.
وتساهم عوامل أخرى في ارتفاع عدد المدخنات. ويستشهد بعض المراقبين بالتوتر، قائلين إن المزيد من النساء اليابانيات يدخن من أجل الاسترخاء مع دخول المزيد منهن إلى سوق العمل. يُستشهد أيضًا بتأثير وسائل الإعلام، حيث تدخن العديد من النساء في الأعمال الدرامية التلفزيونية اليابانية الشهيرة.

## آلات بيع السجائر

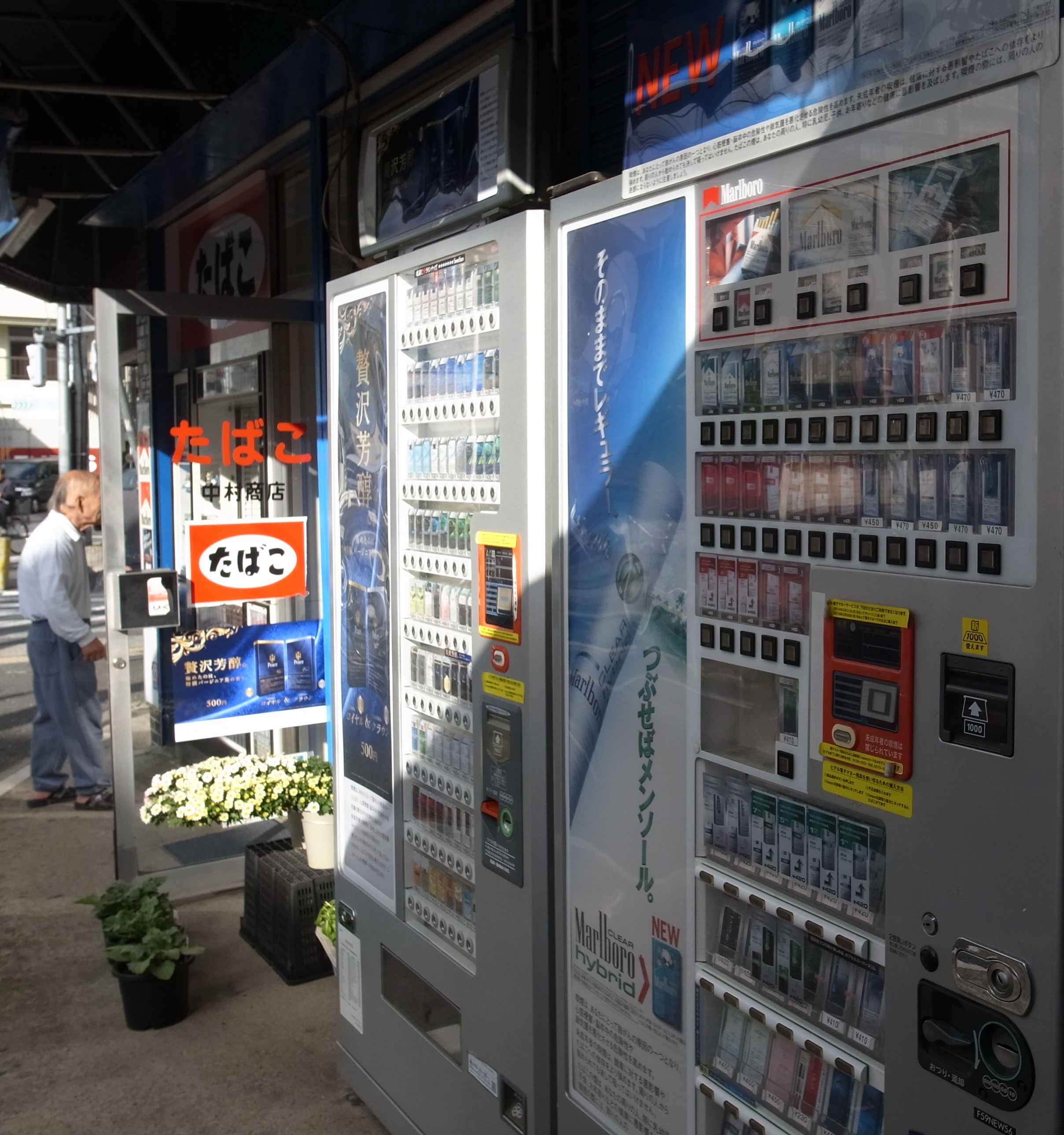
آلة بيع السجائر في عام 2014

ويمكن شراء السجائر من متاجر التبغ ومن آلات البيع، كما تنتشر منافض السجائر العامة على الأرصفة وأرصفة القطارات. وقد قُدر عدد آلات بيع السجائر في اليابان بنحو 500000 في عام  2002.
ويحظر القانون تدخين السجائر على الأشخاص الذين تقل أعمارهم عن عشرين عاما.
تاسبو: هي بطاقة ذكية طورها معهد التبغ الياباني، وهو الاتحاد الوطني لتجار تجزئة التبغ، وجمعية مصنعي آلات البيع اليابانية. تم تقديم البطاقة في عام 2008، وهي ضرورية لشراء السجائر من آلات البيع. في عام 2008، قامت شركة (جابان توباكو)بتكليف سلسلة من أكثر من 70 ملصق إعلان للخدمة العامة حول آداب التدخين. وتم عرض الإعلانات في مجموعة واسعة من الأشكال بدءًا من اللافتات في مترو الأنفاق إلى البطاقات البريدية إلى قواعد المشروبات.